# Corona (satellite)
Pour les articles homonymes, voir Corona.
 (mai 2020).
Corona est le premier programme de satellites de reconnaissance des États-Unis qui est mis en œuvre entre juin 1959 et le 31 mai 1972.
Il est développé au début de l'ère spatiale, en pleine guerre froide opposant les États-Unis à l’Union soviétique alors que ce pays met au point des missiles balistiques intercontinentaux dotés d'une tête nucléaire qui semblent sur le point de bouleverser l'équilibre militaire entre les deux pays. Le programme Corona permet d'évaluer à la baisse la menace des missiles soviétiques en permettant de dénombrer le nombre de sites de lancement réel. Les satellites du programme Corona utilisent des techniques mises au point dans le cadre de la photographie aérienne. Les satellites Corona disposent d'une ou deux capsules récupérables contenant le film photographique. Celle-ci sont larguées par le satellite une fois la mission de reconnaissance accomplie et récupérées en vol par des avions équipés de dispositifs de récupération. Le programme géré par la CIA est longtemps resté secret. Il est déclassifié en 1995.

## Historique
Alors que l'ère spatiale n'a pas encore débuté, l'organisme de recherche militaire américain RAND Corporation réalise en 1954 une étude démontrant la faisabilité d'un satellite de reconnaissance équipé d'une caméra de télévision et qui transmet par radio les images réalisées. Sur la base de ce rapport, l'armée de l'air américaine lance le programme de satellite de reconnaissance WS-17L. Les États-Unis et l'Union soviétique sont à l'époque plongés dans la guerre froide, une guerre larvée se traduisant par la participation à des conflits dans plusieurs pays tiers et une course aux armements effrénée. Chacun des deux pays développe des missiles balistiques et une flotte de bombardiers porteurs de l'arme nucléaire.
Le président américain Eisenhower propose en 1955 aux dirigeants soviétiques que le niveau d'armement des deux pays soit contrôlé par des vols de reconnaissance de l'autre partie (proposition Open Skies), mais cette proposition est rejetée. Les soviétiques dévoilent l'existence du bombardier soviétique Miassichtchev M-4, ce qui conduit certains responsables américains à penser que l'URSS dispose d'une avance significative dans le domaine de la frappe nucléaire (bomber gap). En 1956, un premier vol de reconnaissance au-dessus du territoire soviétique est réalisé par l'avion-espion américain U-2. Les photos prises par les vols suivants des U-2 démontrent que la flotte de bombardiers nucléaires soviétiques est plus réduite que prévu. En 1957, l'Union soviétique place en orbite le premier satellite artificiel Spoutnik 1. Sur le plan militaire, ce lancement montre que l'URSS peut construire un grand nombre de missiles balistiques intercontinentaux qui pourraient détruire la défense américaine par une frappe surprise.
Pour parer à ce danger, le gouvernement américain décide d'accélérer le projet de satellite de reconnaissance WS-117L. Celui-ci est réorganisé et subdivisé en trois projets : un satellite de reconnaissance transmettant les photographies numérisées par radio, un satellite ayant recours à des films photographiques renvoyés au sol par des capsules et un satellite d'alerte avancée. Le deuxième projet, plus facilement réalisable à court terme est confié à la CIA. Celle-ci confie la conception du satellite à Itek Corporation et son intégration à Lockheed.
Le satellite de reconnaissance KH-1 développé par Lockheed sous la supervision de la CIA réutilise la structure d'un étage supérieur de fusée Agena dont le système de contrôle d'attitude est conservé. Il comprend une caméra panoramique Fairchild utilisant un film argentique et doté d'une focale de f.5 et d'une longueur focale de 69 centimètres. Les images effectuées ont une résolution spatiale de 12,9 mètres depuis l'orbite basse. L'énergie est fournie par des batteries. Le satellite qui pèse environ une tonne est placé en orbite par une fusée Thor tirée depuis la base de lancement de Vandenberg en Californie. Une fois la mission remplie (elle ne dure généralement que quelques jours), le film photographique est stocké dans une capsule doté d'une rétrofusée, d'un bouclier thermique et d'un parachute. Celle-ci se détache du satellite, réduit sa vitesse, pénètre dans l'atmosphère puis une fois ralentie déploie son parachute et est récupérée en vol par un avion équipé d'un dispositif de capture. Ce dispositif servit aussi d'expérimentation biologique permettant le retour d'échantillons sur Terre.

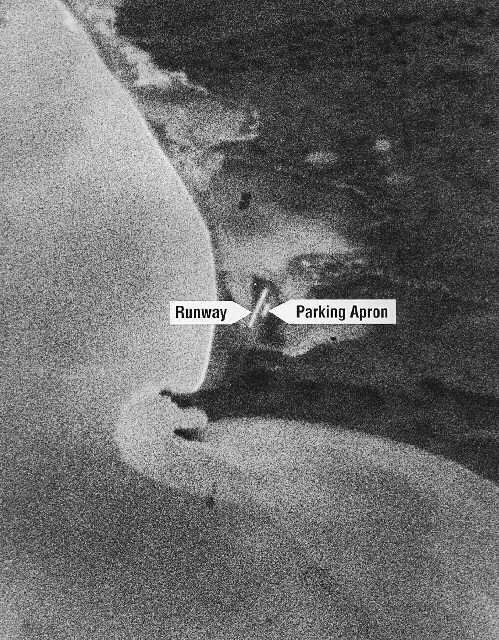
La première photo de reconnaissance prise par un satellite de reconnaissance est celle d'une base aérienne soviétique dans la Tchoukotka le 18 août 1960.

La première tentative de lancement du satellite de reconnaissance KH-1 (Key Hole: "trou de serrure") a lieu le 21 janvier 1959 mais c'est un échec lié sans doute à la défaillance du lanceur. Les 11 tirs suivants sont également victimes de défaillances soit durant le lancement, soit en orbite ou lors du retour de la capsule contenant le film photographique. Finalement, le 19 août 1960, une première capsule est récupérée par un avion. La résolution spatiale est de 8 mètres mais ce premier essai fournit à lui tout seul plus de photos que toutes les missions de l'avion U-2 qui l'ont précédé. Le modèle KH-1 est rapidement remplacé par le KH-2 puis par le KH-3 qui reçoit le nom de code Corona.
La même année, un U-2 est abattu par un missile SA-2 tiré par la défense anti-aérienne de l'Union soviétique qui capture le pilote Francis Gary Powers. Les vols au-dessus du territoire soviétique sont définitivement suspendus. En 1961, le National Reconnaissance Office est créé pour développer le programme américain de satellites de reconnaissance et fédérer les travaux des différentes armes (Terre, Air, Marine) et des agences de renseignement (CIA, NSA, DIA). Un centre d'interprétation photographique centralisé est créé pour regrouper dans une même entité tous les spécialistes de l'interprétation photographique.

## Désignation
Corona désigne l'ensemble du programme. Les systèmes photographiques, quant à eux, portent le nom de Key Hole ou KH (« trou de serrure » en anglais) en abréviation : KH-1, KH-2, KH-3, KH-4, KH-4A et KH-4B. Ce système de nomenclature est utilisé pour la première fois en 1962 avec KH-4 et les satellites précédents reprennent rétrospectivement cette désignation. Cette désignation continue à être utilisée par les satellites de reconnaissance qui succèdent au programme Corona : KH-7, KH-8, KH-9, KH-10 et KH-11.

## Mise en œuvre
Les activités opérationnelles liées au programme Corona sont gérées au sein de l'Office of Special Activities de la Direction de la science et technologie de la CIA.

Déroulement des opérations de récupération de la capsule
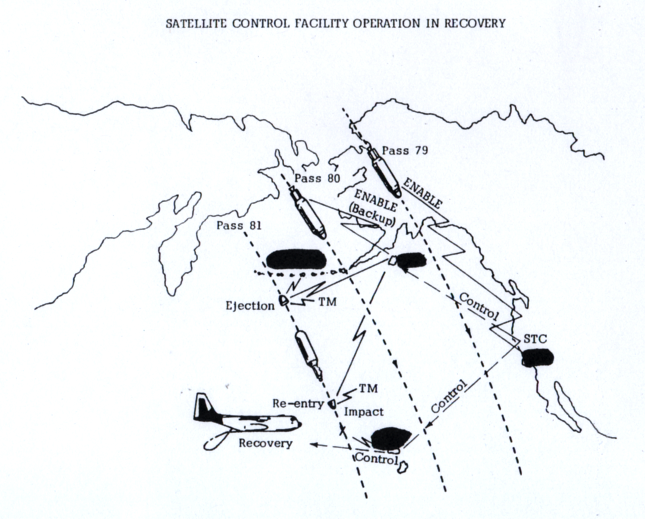
Les opérations précédant la récupération de la capsule.
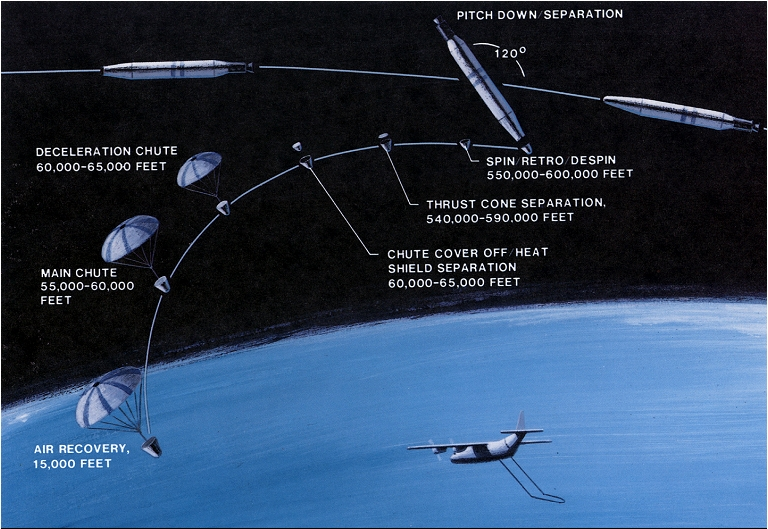
La séparation, la rentrée atmosphérique et la récupération de la capsule.
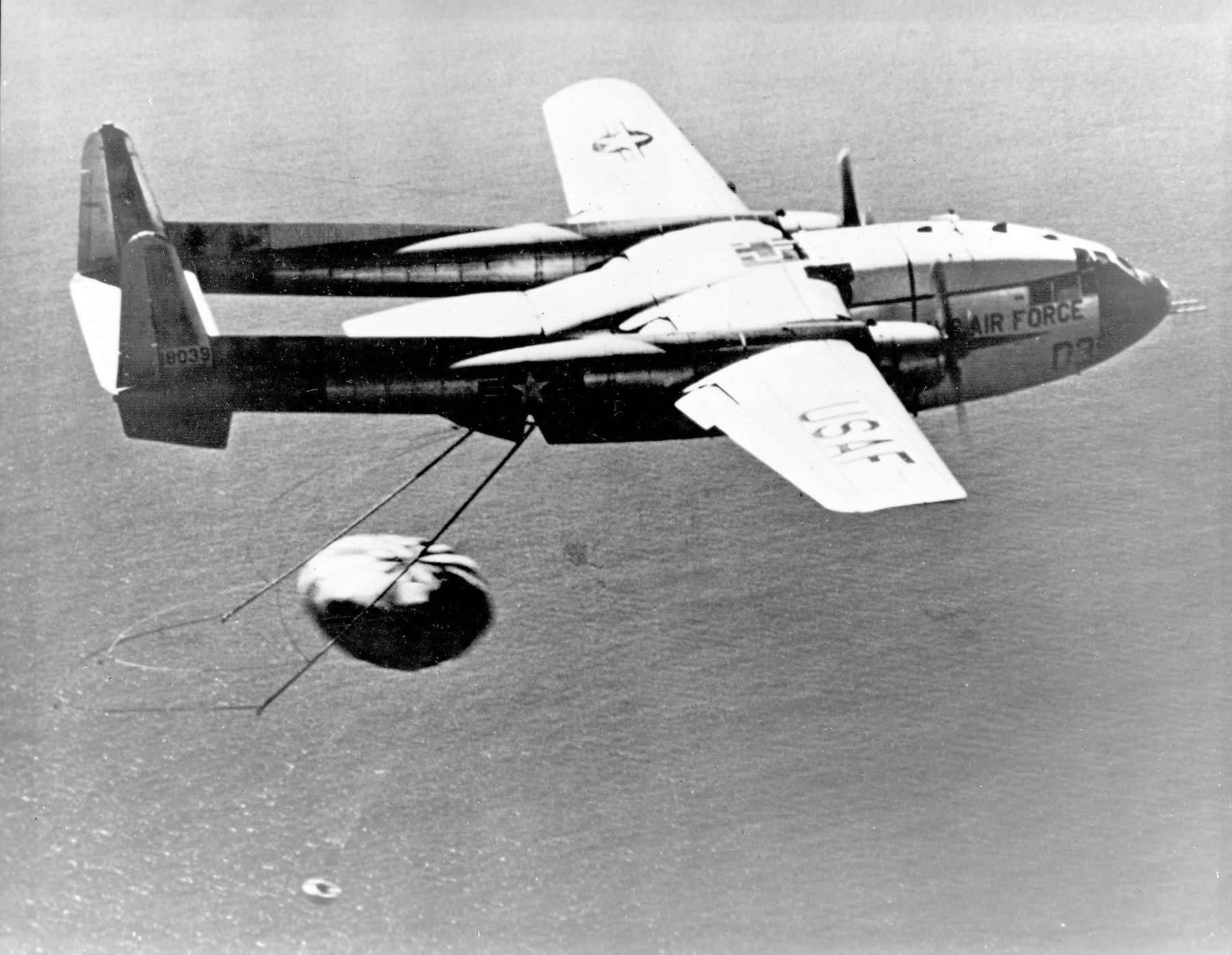
La récupération de la capsule de retour Discoverer XIV (satellite KH-1).

## Caractéristiques techniques

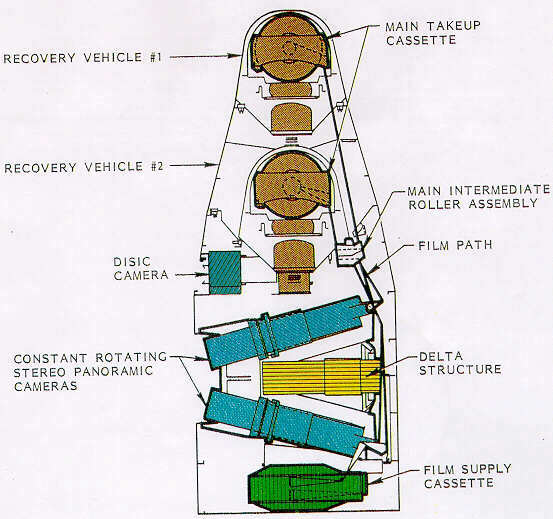
Schéma de la charge utile d'un satellite KH-4B.

Les premiers systèmes transportent un système photographique d'un format panoramique simple (KH-1, KH-2, KH-3 et KH-6) alors que les systèmes tardifs (KH-4, KH-4A et KH-4B) transportent deux systèmes photographiques panoramiques séparés d'un angle de 30 degrés. Ces deux systèmes sont référencés comme « for » pour celui qui est dirigé dans le sens de déplacement du satellite et « aft » pour celui qui est dirigé dans le sens contraire. Toutes les images sont en panchromatique, c'est-à-dire noir et blanc, excepté quelques films test en couleur sur certaines missions KH-4B.
Les satellites de reconnaissance Corona utilisaient 9,600 m de film spécial de 70 mm avec une focale optique de 0,6 m. Initialement, ils sont placés sur une orbite presque polaire à une altitude comprise entre 165  et   460 km. L'appareil photographique pouvait prendre des images avec une résolution de 7,5 m. Les deux systèmes KH-4 ont amélioré la résolution à 2,75 m et 1,8 m respectivement et utilisé une altitude plus basse.
Les communications radio de l’époque ne permettant pas de récupérer les photographies prises par les satellites, les films exposés étaient retournés sur Terre dans des capsules, appelées « buckets », conçues pour endurer la chaleur de rentrée dans l'atmosphère terrestre et déployer un parachute à une altitude d'environ 60 000 pieds. Les capsules étaient alors récupérées en vol au-dessus de l'océan Pacifique près d'Hawaï par des avions conçus spécialement à cet effet. Elles étaient conçues pour couler après quelques jours pour éviter d'être récupérées par d'autres nations en cas de dysfonctionnement. Les missions duraient initialement une journée et ont été étendues à 16 jours à la fin du programme notamment en embarquant deux capsules de retour.

## Déclassification du programme Corona
Le programme Corona est resté secret jusqu’en 1992. Le 24 février 1995, le président Clinton a fait basculer une partie des images classifiées dans le domaine public en signant l'Executive Order 12951. La déclassification des images a pris plusieurs années pour devenir effective en 1996 (880 000 images prises entre 1959 et 1972 par les satellites CORONA, KH-5 ou ARGON et KH-6 ou Lanyard) et 2002 (50 000 images prises entre 1963 et 1980 par les satellites KH-7 et KH-9). Ces images sont désormais en vente libre sur le site web de l'USGS.

## Liste des satellites Corona
144 satellites Corona ont été lancés, dont 102 ont retourné des photographies utilisables. La première photographie réussie fut prise le 18 août 1960 par un satellite KH-1.

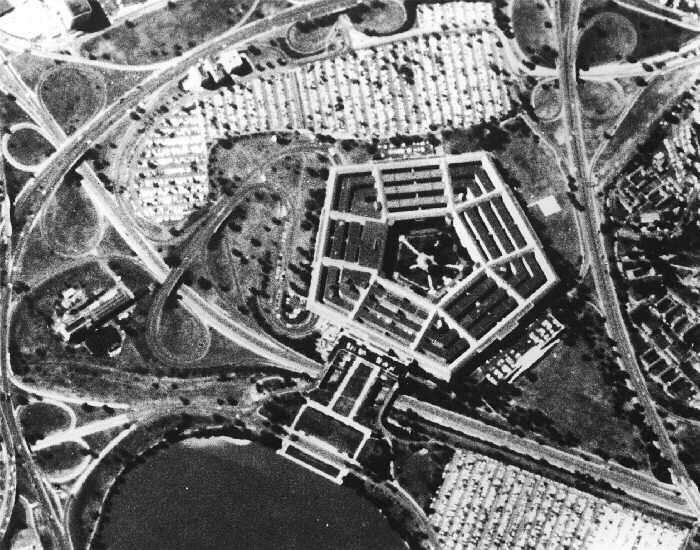
Image Corona du Pentagone prise le 25 septembre 1967.

| Série | Autre désignation   | Période de campagne de lancements | Missions lancées | Capsules récupérées | Masse | Durée moyenne mission | Charge utile                                 | Résolution spatiale | Altitude   | Focale          | Autres caractéristiques                                                 | Clichés récupérés |
| ----- | ------------------- | --------------------------------- | ---------------- | ------------------- | ----- | --------------------- | -------------------------------------------- | ------------------- | ---------- | --------------- | ----------------------------------------------------------------------- | ----------------- |
| KH-1  | Corona C            | Juin 59-sep. 60                   | 10               | 1                   |       | 1 jour                | 1 caméra panoramique 1 capsule retour        | 12 mètres           | 165-460 km | 60 centimètres  | Support film acétate (remplacé par polyester pour les séries suivantes) | 1 432             |
| KH-2  | Corona-prime        | Oct. 60-oct. 61                   | 7                | 4                   |       | 2-3 jours             | 1 caméra panoramique 1 capsule retour        | 7,6 mètres          | 165-460 km | 60 centimètres  |                                                                         | 7 246             |
| KH-3  | Corona-triple-prime | Août 61-jan. 62                   | 9                | 5                   |       | 1-4 jours             | 1 caméra panoramique 1 capsule retour        | 3,6-7,6 mètres      | 165-460 km | 60 centimètres  |                                                                         | 9 918             |
| KH-4  | Corona-M, Mura      | Fév. 62-déc. 63                   | 26               | 21                  |       | 6-7 jours             | 2 caméras panoramiques 1 capsule retour      | 3-7,6 mètres        | 165-460 km | 60 centimètres  |                                                                         | 101 743           |
| KH-4A | Corona J-1          | Août 63-oct. 69                   | 52               | 49                  |       | 4-15 jours            | 2 caméras panoramiques 2 capsules retour     | 3-7,6 mètres        | 185 km     | 60 centimètres  |                                                                         | 517 688           |
| KH-4B | Corona J-3          | Sep. 67-mai 72                    | 17               | 16                  |       | 18 jours              | 2 caméras panoramiques 2 capsules retour     | 1,2 mètre           | 150 km     | 60 centimètres  |                                                                         | 188 526           |
| KH-5  | Argon               | Février 1961-août 1964            | 12               | 6                   |       |                       | 1 caméra pour cartographier 1 capsule retour | 140 mètres          |            | 7,6 centimètres |                                                                         | 35 578            |
| KH-6  | Lanyard             | Mars 1963-juillet 1963            | 3                | 1                   |       |                       | 1 caméra, 1 capsule retour                   | 1,8 mètre           |            | 1,7 mètre       |                                                                         | <910              |